# アシュレー・クーパー
アシュレー・ジョン・クーパー（Ashley John Cooper、1936年9月15日 - 2020年5月22日）は、オーストラリア・メルボルン出身の男子テニス選手。1950年代後半に活躍し、1958年度のテニス4大大会で全仏選手権を除く男子シングルス年間3冠を獲得した選手である。ダブルスでは1957年全米選手権から1958年全仏選手権まで、オーストラリアの同僚選手ニール・フレーザーと組んで3連勝を成し遂げた。クーパーのテニス・スタイルは、強力なサーブ・アンド・ボレーと俊敏なネット・ダッシュを多用しながら、強靭な粘り強さと安定性を備えていた。彼の最も身近なライバルは、フレーザーとマルコム・アンダーソンであった。弟のジョン・クーパーも著名なテニス選手である。

## 来歴
クーパーは父親の指導で10歳からテニスを始め、1954年から4大大会に出場し始めた。1955年から男子テニス国別対抗戦・デビスカップのオーストラリア代表選手になったが、最初は出番のない控え選手だった。1957年、クーパーは地元開催の全豪選手権男子シングルス決勝で、左利きのニール・フレーザーを 6-3, 9-11, 6-4, 6-2 で破って初優勝した。この後、全仏選手権男子ダブルスでマルコム・アンダーソンと組んで優勝したが、ウィンブルドン選手権と全米選手権の男子シングルスで決勝2連敗を喫する。ウィンブルドン決勝で敗れた相手は、先輩格のルー・ホードであったが、全米選手権では当時ノーシード選手だったM・アンダーソンに 8-10, 5-7, 4-6 で敗れた。1957年全米選手権から、アシュレー・クーパーとニール・フレーザー組の4大大会男子ダブルス連勝が始まる。
1958年は、クーパーのテニス経歴の最盛期であった。全豪選手権男子シングルスでは、前年の全米決勝で敗れたM・アンダーソンに雪辱し、大会2連覇を果たす。しかし、全仏選手権の男子シングルス準決勝で、クーパーはチリのルイス・アヤラに 11-9, 6-4, 4-6, 2-6, 5-7 の逆転で敗れてしまう。先にクーパーが2セットを取ったが（2セット・アップ）第3セット以後をアヤラに奪われ、この大会だけはシングルス優勝を逃してしまった。続くウィンブルドン選手権では、男子シングルス決勝でフレーザーを 3-6, 6-3, 6-4, 13-11 で破って初優勝を決めたが、彼と組んだダブルスで連勝記録が止まった。クーパーとフレーザーは、男子ダブルス決勝でスウェーデンペアのスベン・デビッドソン＆ウルフ・シュミット組に 4-6, 4-6, 6-8 で敗れ、4大大会4連勝の快挙を逃した。最後の全米選手権は、2年連続でクーパーとM・アンダーソンの決勝対決になった。クーパーはアンダーソンを 6-2, 3-6, 4-6, 10-8, 8-6 の激戦で振り切り、1958年度の4大大会年間3冠を獲得した。この後、クーパーは「プロテニス選手」に転向し、「ミス・オーストラリア」（Miss Australia）優勝者のヘレン・ウッドと結婚した。
テニスの歴史において、オーストラリアの選手たちが大半のビッグ・タイトルを獲得した黄金時代は、1950年代の初頭に幕を開けた。その先陣を切った選手が、4大大会総計22個（男子シングルス5勝＋男子ダブルス9勝＋混合ダブルス8勝）のタイトルを獲得したフランク・セッジマンであり、その後にケン・ローズウォールとルー・ホードが続いた。クーパーはフレーザー、M・アンダーソンなどと並び、ローズウォールたちに続く世代の選手として活動した。彼らの後に続いて登場した選手が、ロイ・エマーソンやロッド・レーバーなどである。彼らはみな、当時デビスカップオーストラリア代表監督を務めていたハリー・ホップマンに鍛えられた世代の選手だった。クーパーはその黄金期を彩った名選手の1人として、1991年に国際テニス殿堂入りを果たしている。
2020年5月22日逝去。83歳没。

## 4大大会優勝
- 全豪選手権　男子シングルス：2勝（1957年＆1958年）／男子ダブルス：1勝（1958年）
- 全仏選手権　男子ダブルス：2勝（1957年＆1958年）
- ウィンブルドン選手権　男子シングルス：1勝（1958年）
- 全米選手権　男子シングルス：1勝（1958年）／男子ダブルス：1勝（1957年）

| 年     | 大会                 | 対戦相手               | 試合結果                 |
| ------ | -------------------- | ---------------------- | ------------------------ |
| 1957年 | 全豪選手権           | ニール・フレーザー     | 6-3, 9-11, 6-4, 6-2      |
| 1958年 | 全豪選手権           | マルコム・アンダーソン | 7-5, 6-3, 6-4            |
| 1958年 | ウィンブルドン選手権 | ニール・フレーザー     | 3-6, 6-3, 6-4, 13-11     |
| 1958年 | 全米選手権           | マルコム・アンダーソン | 6-2, 3-6, 4-6, 10-8, 8-6 |